# George Howell

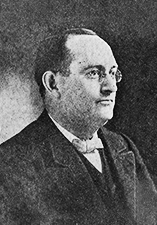
George Howell

George Howell (* 28. Juni 1859 in Scranton, Pennsylvania; † 19. November 1913 ebenda) war ein US-amerikanischer Politiker. In den Jahren 1903 und 1904 vertrat er den Bundesstaat Pennsylvania im US-Repräsentantenhaus.

## Werdegang
George Howell besuchte die öffentlichen Schulen seiner Heimat und danach das Pennington Seminary in New Jersey. Anschließend absolvierte er das Newton Collegiate Institute in Pennsylvania und das Lafayette College in Easton. Er beendete seine Ausbildung an der Illinois State University in Normal. Anschließend arbeitete er 14 Jahre in den Staaten New Jersey und Pennsylvania als Lehrer. Sieben Jahre lang war er Schulrat in Scranton. Nach einem Jurastudium und seiner 1904 erfolgten Zulassung als Rechtsanwalt begann er in Scranton in diesem Beruf zu praktizieren.
Politisch war Howell Mitglied der Demokratischen Partei. Bei den Kongresswahlen des Jahres 1902 wurde er im zehnten Wahlbezirk von Pennsylvania in das US-Repräsentantenhaus in Washington, D.C. gewählt, wo er am 4. März 1903 die Nachfolge des Republikaners Henry B. Cassel antrat. Das Wahlergebnis wurde aber von seinem Gegenkandidaten William Connell angefochten. Als diesem Einspruch stattgegeben wurde, musste Howell am 10. Februar 1904 sein Mandat an Connell abtreten.
Zwischen 1906 und 1908 war George Howell Vorstandsmitglied der Scranton Technical High School. Danach war er bis zu seinem Tod am 19. November 1913 in Scranton als Schulrat tätig.